# تیم ملی بسکتبال اسلوونی
تیم ملی بسکتبال اسلوونی، نام تیم رسمی بزرگسالان کشور اسلوونی و از تیمهای برتر بسکتبال جهان است.
این تیم در رده‌بندی جهانی فیبا در سال ۲۰۱۲ در مقام هفدهم قرار داشت.

## تاریخچه
پیش از استقلال اسلوونی ، بازیکنان اسلوونیایی نماینده یوگسلاوی بودند. اسلوونی در سال ۱۹۹۲به فدراسیون بین المللی بسکتبال پیوست و اولین بازی رسمی خود را در ۲۲ ژوئن ۱۹۹۲ مقابل بلغارستان در مرحله مقدماتی بازی های المپیک تابستانی ۱۹۹۲انجام داد.

## بازیکنان کنونی
- گوران دراگیچ
- ارازم لوربک